# Mustafa Necati

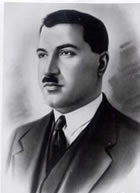
Mustafa Necati in den 1920er-Jahren

Mustafa Necati, auch Mustafa Necati Uğural, (* 1894 in Izmir; † 1. Januar 1929) war ein türkischer Politiker. Er war in den ersten Regierungen des Landes Minister für Wiederaufbau und Siedlungswesen, Justizminister und Bildungsminister.

## Leben

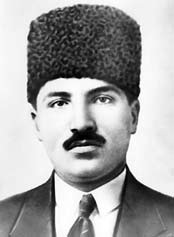
Mustafa Nejati in jungen Jahren mit einem Kalpak

Mustafa Necati wurde 1894 in Izmir als Sohn von Halit Bey und dessen Ehefrau Naciye geboren. Mustafa Necati starb vor dem Beschluss des türkischen Namensgesetzes aus dem Jahr 1934. Die Nachfahren nahmen den Nachnamen Uğural an.
Nach dem Besuch der Grund- und der weiterführenden Schule studierte er in Istanbul Rechtswissenschaften. 1914 kam er in seine Heimatstadt zurück und arbeitete als Anwalt und Lehrer. Im gleichen Jahr gründete er mit Gleichgesinnten den Fußballverein Altay İzmir. Im Jahr 1915 gründete er mit seinem Freund Hüseyin Vasıf Çınar eine Privatschule, an der Necati Rektor und Lehrer für Literatur war.:167 Außerdem arbeitete er als Justiziar für die Eisenbahngesellschaft. Nach dem Ersten Weltkrieg, den das Osmanische Reich verlor, entließen die Alliierten die Bahnarbeiter. Mustafa Necati versuchte die Rechte der Arbeiter zu verteidigen und gründete ein Komitee. Später dehnte er seinen Aktivitäten aus, um auch die Rechte der von der Front heimgekehrten Reserveoffiziere zu verteidigen.:167 Nachdem Izmir von der griechischen Armee besetzt worden war, floh Mustafa Necati nach Istanbul und anschließend 1919 nach Balıkesir, wo er sich dem Widerstand anschloss und im Türkischen Befreiungskrieg kämpfte. In Balıkesir veröffentlichte er mit Çınar die Zeitung Izmir'e Doğru (Richtung Izmir), die sich intensiv gegen die griechische Besatzungsmacht und für den türkischen Befreiungskrieg einsetzte.:165 Nachdem auch Balıkesir von den Griechen besetzt worden war, wurde die Zeitung eingestellt. 

### Als Politiker während des türkischen Befreiungskrieges
Nachdem das osmanische Parlament von den alliierten Siegermächten am 16. März 1920 aufgelöst wurde, gründete sich am 23. April 1920 das türkische Parlament und Mustafa Necati wurde Abgeordneter der Provinz Saruhan (heute Provinz Manisa). Trotzdem verbrachte er die meiste Zeit der Legislaturperiode von 1920 bis 1922 außerhalb von Ankara. Er wurde zum Mitglied des Unabhängigkeitsgerichts in Sivas, später in Kastamonu und wurde schließlich zum Präsidenten des Unabhängigkeitsgerichts in Amasya berufen.:176

### Als Politiker der Republik
Kurz nach Ausrufung der Republik Türkei am 29. September 1923 wurde Mustafa Necati Minister in der Regierung von İsmet İnönü. In der ersten Regierung war er Minister für Wiederaufbau und Siedlungswesen. Ihm fiel damit auch die Aufgabe zu, den Bevölkerungsaustausch zwischen Griechenland und der Türkei umzusetzen. So musste der Minister für die Unterkunft der rund 155.000 ankommenden Flüchtlinge sorgen.
In der zweiten Regierung fungierte Mustafa Necati als Justizminister. In seine Amtszeit fiel die Abschaffung der Scharia und der Scharia-Gerichte.:176 In der vierten Regierung war er „Erziehungsminister“ und behielt diese Position auch in der 5. Regierung bis zu seinem Tod.
Bis 1928 wurde in der Türkei das arabische Alphabet benutzt. Die türkische Sprache nutzt allerdings acht Vokale und Umlaute, die die arabische Schrift nicht darstellen kann. Staatspräsident Atatürk entschloss sich daher, das lateinische Alphabet zu übernehmen und anzupassen. Er bestand darauf, die Reform sofort umzusetzen. Zusätzlich zur Umsetzung eines neuen Lehrplanes und der Ausbildung der Lehrer wurden für die Erwachsenen Kurse in den „Volksschulen“ (türkisch Millet Mektebi) angeboten. Für die Schaffung verantwortlich war Mustafa Necati als Bildungsminister, der damit als einer der Pioniere des türkischen Alphabets gilt.

### Tod

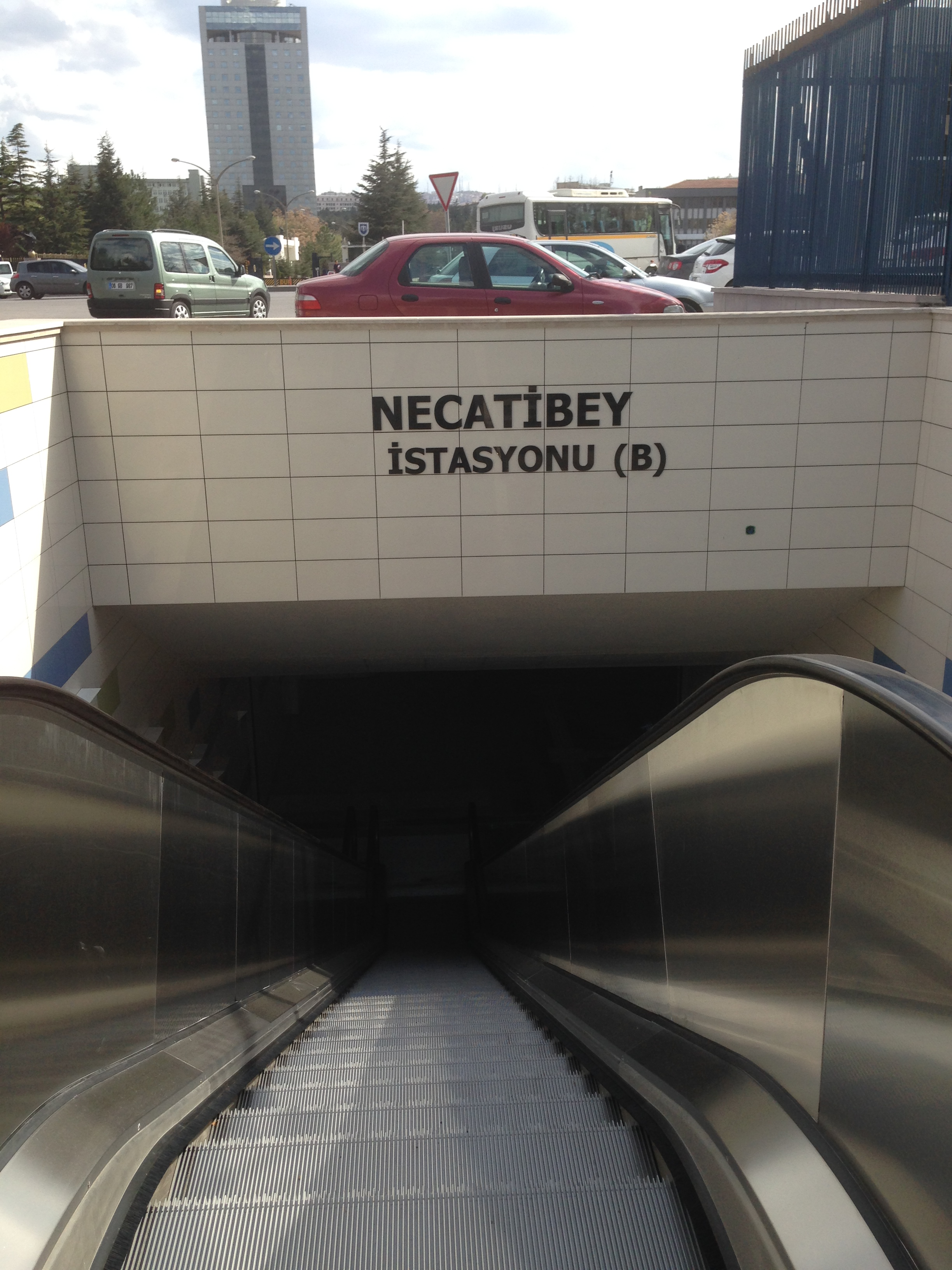
Die Metro-Station Necatibey trägt den Namen von Mustafa Necati

Mustafa Necati starb am 1. Januar 1929 an den Folgen einer Blinddarmentzündung und am gleichen Tag der Eröffnung der Volksschulen. Er wurde am nächsten Tag auf dem Friedhof Cebeci Asri in Ankara bestattet.

## Kontroverse um  Mustafa Necatis Haus
Im Jahr 2006 wurde Mustafa Necatis Wohnhaus an eine Restaurantkette verkauft, was zu Protesten führte. Nach einer intensiven Debatte beschloss die Große Nationalversammlung der Türkei 2008, das Haus zu einem Kulturzentrum zu machen.

## Ehrungen
In mehreren türkischen Städten, darunter in Kadıköy (Istanbul) und dem Stadtteil Çayyolu in Ankara, gibt es Necatibey-Straßen, die nach Mustafa Necati benannt sind. Die erziehungswissenschaftliche Fakultät der Balıkesir Üniversitesi ist ebenfalls nach ihm benannt.